# ブルーミントン (イリノイ州)
ブルーミントン（Bloomington）は、アメリカ合衆国イリノイ州の都市。マクリーン郡の郡庁所在地である。人口は7万8680人（2020年）。ノーマルに隣接しており、ブルーミントンとノーマルで構成されるブルーミントン・ノーマル都市圏を形成している。

## 地理
ブルーミントンは北緯40度29分03秒 西経88度59分37秒 / 北緯40.48417度 西経88.99361度に位置している。標高は243mである。アメリカ合衆国国勢調査局によると、市域全面積は27.23平方マイル (70.5 km2) で、水域は0.01平方マイル (0.026 km2) である。

## 歴史

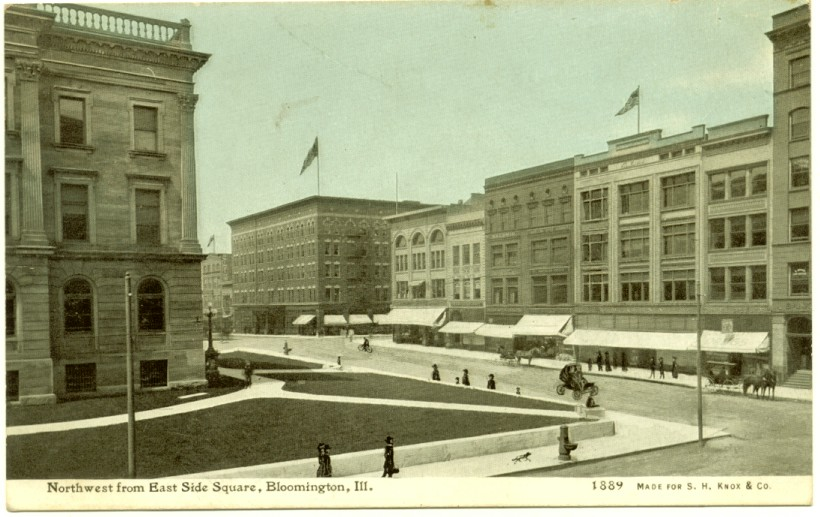
1910年頃の写真、ダウンタウンの広場の東側から北西方向を望む

現在のブルーミントン周辺は、ヨーロッパ系アメリカ人の入植者が最初に到達した1820年代前半までは、アメリカインディアン部族のキカプー族が暮らしていた広大な林のはずれであった。街の歴史はケグ・グローブ（Keg Grove）という名ではじまり、やがてブルーミング・グローブ（Blooming Grove）と呼ばれるようになった。ブルーミントンという名になったのは1830年12月25日のことで、同時にマクリーン郡が設立され、同郡の郡庁所在地となった。
マクリーン郡が設立されたとき、郡庁所在地も同時に制定された。しかし、法律にはブルーミントンの用地は「後に設置される」としか記されていなかった。新たな郡の創立者の一人、ジェームズ・アリンは彼が所有していた60エーカー（24万m2）の土地を新しい街のために寄付すると申し出た。彼の申し出は受け入れられ、ブルーミントンの街が設計された。土地は1831年の独立記念日に行われた盛大なオークションで販売された。この時点ではほとんど道路はできていなかったが、肥沃な土壌は新たな農民を引きつけ、新しい郡で商売をはじめた。至る所からやってきた人々が街の中心、現在のダウンタウンで交易や商売をしていた。その中には近隣のスプリングフィールドで弁護士として働いていたエイブラハム・リンカーンも含まれていた。
1900年、パトロール中の警官が市庁舎と警察署の向かいにあるクリーニング屋から火の手が上がっているのを発見した。彼は警告を発したが、結局ダウンタウンのほとんどが焼き尽くされた。とりわけ裁判所の北側、東側の被害が深刻だった。焼失した地域は地元の建築家ジョージ・ミラーやパポール・O・モラッツのデザインした建物ですぐに再建された。
20世紀の最初の20年間、ブルーミントンは成長を続けた。農業、高速道路や鉄道の建設、保険業（主にステートファーム保険）の成長は市の成長に大きな影響を与えた。ダウンタウンは地域のショッピングセンターとなり、隣接する郡の交易品を引きつけた。

## 人口動態
以下は2010年の国勢調査による人口統計データである。
| 基礎データ - 人口: 76,610人 - 世帯数: 34,339 世帯 - 家族数: 30,454 家族 - 人口密度: 1,099.5人/km2（2,814.8人/mi2） - 住居数: 34,339 軒 - 住居密度: 492.8軒/km2（1,261.5 軒/mi2） 人種別人口構成 - 白人: 77.5% - アフリカン・アメリカン: 10.1% - ネイティブ・アメリカン: 0.3% - アジア人: 7.0% - 太平洋諸島系: 0.3% - その他の人種: 1.42% - 混血: 2.9% - ヒスパニック・ラテン系: 5.6% 年齢別人口構成 - 20歳未満: 27.3% - 18-24歳: 9.0% - 25-44歳: 29.8% - 45-64歳: 23.8% - 65歳以上: 10.2% - 年齢の中央値: 33歳 - 性比 - 男性：48.8% - 女性：51.2% | 世帯と家族（対世帯数） - 18歳未満の子供がいる: 28.8% - 結婚・同居している夫婦: 46.7% - 未婚・離婚・死別女性が世帯主: 9.1% 非家族世帯: 41.1% - 単身世帯: 32.6% - 65歳以上の老人1人暮らし: 9.2% - 平均構成人数 - 世帯: 2.41人 - 家族: 3.12人 収入と家計 - 収入の中央値 - 世帯: 58,662 米ドル - 家族: 81,166米ドル - 性別 - 男性: 56,597米ドル - 女性: 39,190米ドル - 人口1人あたり収入: 32,672米ドル - 貧困線以下 - 対人口: 5.7% - 対家族数: 11.0% - 18歳以下: 12.6% - 65歳以上: 6.3% |

ブルーミントンとマクリーン郡で構成される都市圏はイリノイ州で最も成長率の高い都市圏である。人口は1990年から2006年の間に28%増加した。この高い人口増加率のため、アメリカ合衆国国勢調査局は2006年2月に特別調査を行い、6年の間に人口は15.7%増加して74,795人になったという結果が出た。

## 経済

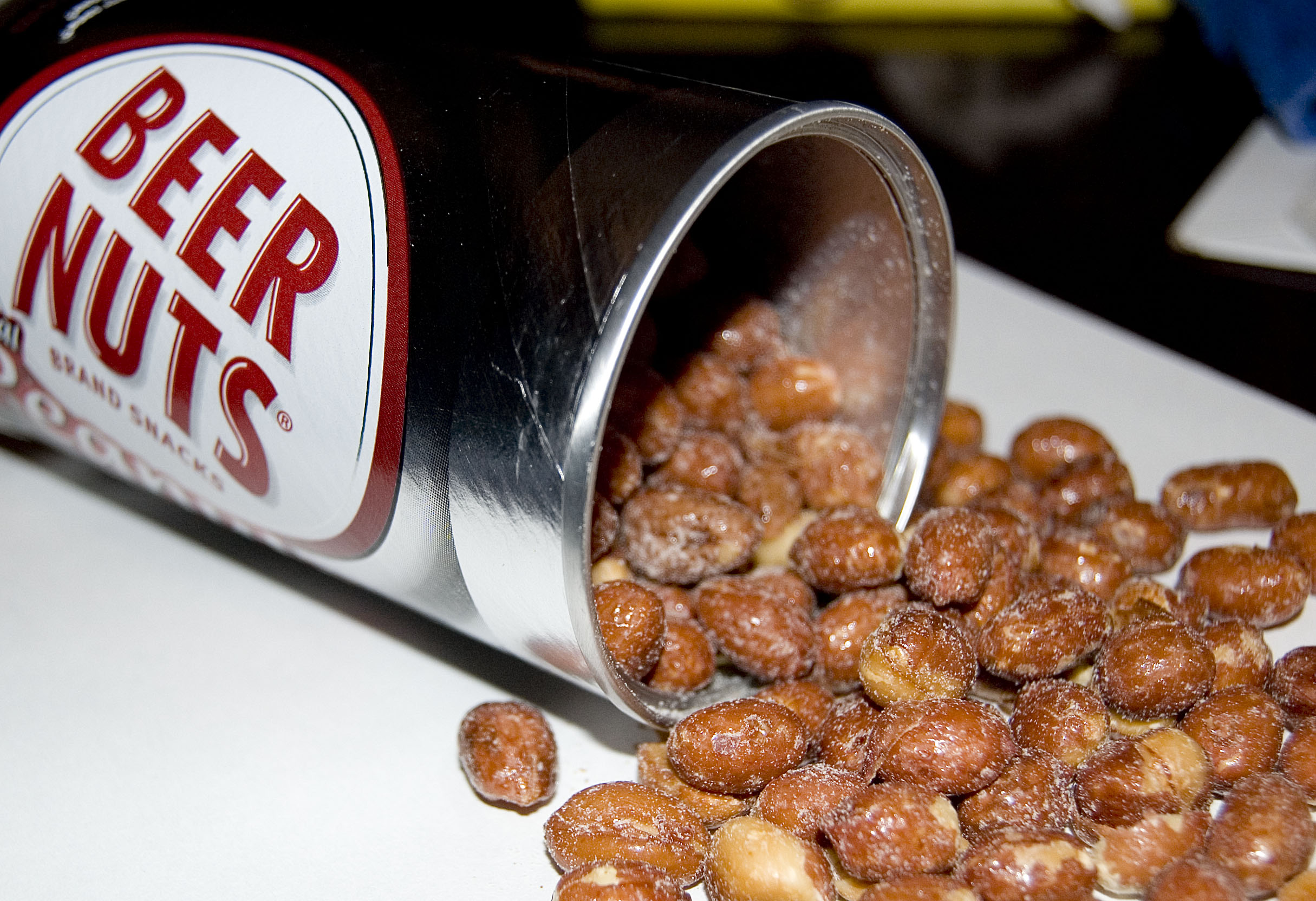
ブルーミントンで製造されたビールナッツ

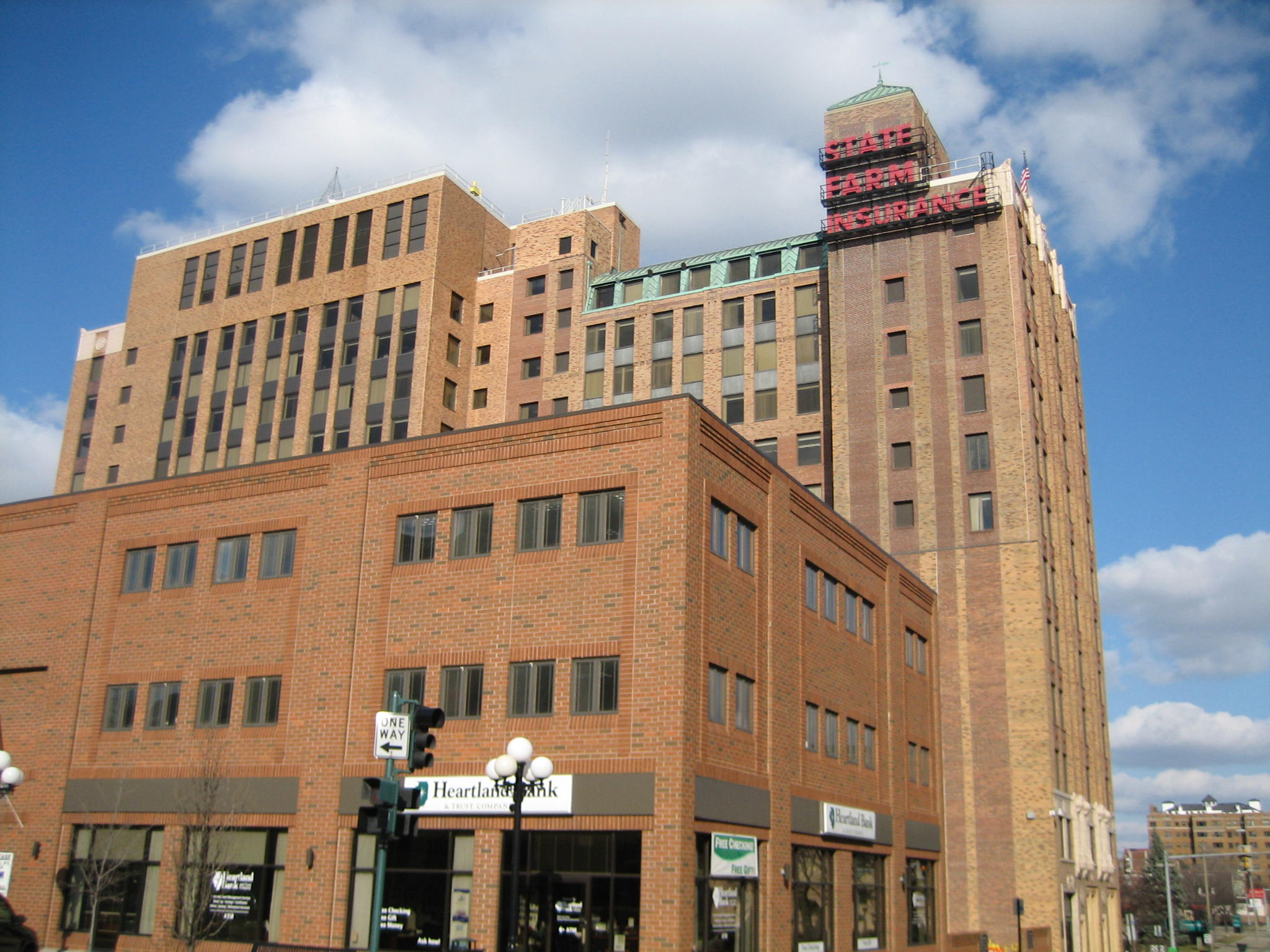
ダウンタウンにあるステートファーム保険の建物。ブルーミントン中心業務地区の中にある。

市の包括的年間財務報告書2011年版によれば、市内の雇用主トップ10は以下の通りである。
|    | 雇用主                                   | 従業員数 |
| -- | ---------------------------------------- | -------- |
| 1  | ステートファーム保険                     | 14,450   |
| 2  | イリノイ州立大学                         | 3,259    |
| 3  | カントリー・ファイナンシャル             | 2,084    |
| 4  | 第5教育学区                              | 1,826    |
| 5  | Advocate Bromennメディカルセンター       | 1,522    |
| 6  | ミツビシ・モーターズ・ノース・アメリカ   | 1,278    |
| 7  | OSF セント・ジョセフ・メディカルセンター | 1,140    |
| 8  | Afni                                     | 900      |
| 9  | マクリーン郡                             | 806      |
| 10 | ブルーミントン市                         | 743      |
| 11 | ブルーミントン第87教育学区               | 691      |
| 12 | グローマーク                             | 528      |
| 13 | イリノイ・ウェズリアン大学               | 468      |

## 交通
州間高速道路39号線、55号線、74号線がブルーミントンを通っており、市の交通の中核を担っている。アメリカ国道51号線、150号線、イリノイ州道9号線も市内を通過している。アメリカ国道66号線はかつて市内のダウンタウンを通過していたが、後により東側を通るルートに変更された。ブルーミントン・ノーマル公共交通システムはブルーミントンとノーマルの両都市間を結ぶバス路線を運行している。
ブルーミントンには以下の鉄道、バス路線、空港もある。
- アムトラックはブルーミントン・ノーマル駅からセントルイスとシカゴへ毎日5本ずつ運行している。駅はピオリア、ゲイルズバーグの駅、シャンペーン・アーバナ都市圏へのバスにも接続している。イリノイ州ではシカゴに次いで利用客の多いアムトラックの駅で、2010年の会計年度の乗客数は209,000人以上であった[7]。
- グレイハウンドはシカゴやセントルイスへのバスを運行している。バーリントン・トレイルウェイズはアムトラックの駅やグレイハウンドのターミナルからピオリア、クアッド・シティズ、シャンペーン、インディアナポリスへのバスを運行している。
- セントラル・イリノイ地域空港はイリノイ州道9号線に面した場所にある。現在、空港にはデルタ航空、アメリカン・イーグル航空、フロンティア航空、アレジアント・エアの4つの航空会社が就航しており、また5つのレンタカー会社が入っている。アトランタ（デルタ航空）、シカゴ（アメリカン・イーグル航空）、ダラス・フォートワース国際空港（アメリカン・イーグル航空）、デトロイト（デルタ航空）、ミネアポリス・セントポール国際空港（デルタ航空）への便がある。また季節限定でサンフォード、オーランドへの便もある[8]。2010年の統計によると、セントラル・イリノイ地域空港の利用客は559,481人を記録した[9]。
- コネクト・トランジットは11種類に色分けされた路線を運行している。

## 気候
近年のブルーミントンの平均気温は-10℃（1月の最低気温）から30℃（7月の最高気温）まで変化している。観測史上最も低い気温は1985年1月に観測された-31℃で、最も高い気温は1988年6月の39℃となっている。月間降水量は2月の43㎜から5月の115㎜まで変化している。

## アトラクション

### 娯楽・レクリエーション
- グレディーズ・ファミリー・ファン・パーク（Grady’s Family Fun Park）はチャッキーチーズのような屋内のゲームセンターやアトラクションを除けば、ブルーミントン・ノーマル都市圏では唯一の遊園地である。18ホールのパターゴルフやバッティングセンター、バンパーボート、ゴーカート、キディライドなどが特徴となっている。フルコースメニューのあるレストラン、アイスクリームなどの軽食、アーケードゲームもある[11]。
- ペプシ・アイス・センターはブルーミントン公園＆レクリエーション局が運営する屋内スケート場で、200m×85mの大きさのスケートリンクが特徴である。スケートのレッスン、一般向けのリンク開放、アイスホッケーの試合、カーリングの講座やリーグ戦などが行われ、場内には売店もある[12]。
- アッパー・リミッツ屋内ロッククライミングジムにはロッククライミングができるスペースが2000m2以上あり、34mの高さの壁、2層構造の洞窟、また屋外の独特なボルダリングエリアがある。どのような年齢、レベルの人でも楽しむことができ、初心者クラスから応用クラスまでがある[13]。
- U.S.セルラー・コロシアムは2006年にダウンタウンの南西にオープンした。インドア・フットボールリーグのブルーミントン・エクストリーム（2011年にチームが売却されるまではブルーミントン・エッジというチーム名であった）の本拠地で、以前はセントラル・ホッケー・リーグのプレーリーサンダーの本拠地でもあった。プレーリーサンダーは2010年のシーズン後に解散したが、2011年からは同じくセントラル・ホッケー・リーグに参加するブルーミントン・ブレイズが組織され、U.S.セルラー・コロシアムを本拠地とした。17,000m2以上の広さがあり、観客の収容能力は7,000人を誇るが、特別なイベントの際には8,000人以上収容することもできる。伸縮式のカーテンもあるので劇場として使用することもでき、2,500～5,000の座席で落ち着いた雰囲気で演劇を楽しむことができる。コロシアムでは、コンサート、ファミリーショー、アイスショー、モータースポーツ、展示会など様々なイベントが行われる[14]。

### 自然・野生生物
- ブルーミントン公園＆レクリエーション局は公園、レクリエーション、ゴルフ、ミラーパーク動物園4つの部局で構成されている。44ヶ所の公園3か所のゴルフ場、合計4.5km2の広さの土地を管理している。公園は午前6時から午後10時まで開放されている。飲酒や喫煙は禁止されているが、ペットは紐に繋がれていれば連れて入ることができる[15]。多くの公園には噴水、手の込んだプレイグラウンド、パターゴルフ、野球・ソフトボール場、サッカー場、クリケット場、テニスコートがある。エバーグリーン・ラケットクラブは屋内テニスコートを用意している。公共の屋外プールはオニール公園（市内西部）とホリデー公園（市内東部）にある。YMCA、YWCAは屋内プールで個人向けのフィットネスクラブを運営している。
- ミラーパーク動物園では様々な種類の動物と触れ合うことができる。動物園ではスマトラトラ、ガラパゴスゾウガメ、アムールヒョウ、マレーグマ、トナカイ、アシカ、レッサーパンダ、ハクトウワシ、マヌルネコ、アメリカアカオオカミなどが飼育されている[16]。
- ブルーミントン-ノーマル・コンスティテューション・トレイルは全長39㎞の遊歩道で、ジョギング、ウォーキング、サイクリング、ローラーブレード、インラインスケート、スケートボード、車いす、その他動力を使わない方法で楽しむことができる。交通量の多い道路とは橋やトンネルを使って交差している。ノーマル市のケリック・ロードから市内のグローブ・ストリートまで南北に走るトレイルは、廃線になったイリノイ・セントラル・ガルフ鉄道の線路跡を辿っている。東西に走るトレイルはノーマル・シティホール・アネックスで南北のトレイルと交差した後、東のトワンダ-バーンズ・ロードへ向かう。リバディ支線はコマース・ドライブが起点で、オールド・ファーム・レイクス分譲地へ向かう。フリーダム支線はリンカーン・ストリートが起点で、イリノイ州道9号線の西側が終点になっている。駐車場もあり、トレイルに隣接した地区に停められる。冬季には雪でトレイルの場所が不鮮明になるが、天候次第ではスキーをすることもできる[17]。

### ゴルフ
雑誌「ゴルフダイジェスト」は「ベスト・イン・アメリカ」というランキングで、ブルーミントン・ノーマル都市圏をアメリカで5番目にゴルフをするのに良い都市だとランク付けた。この雑誌ではアメリカの大規模な都市圏をゴルフ場へのアクセス、天気、価格、質の4つの基準でランク付けされた。
- ザ・デン・アット・フォックス・クリーク（The Den at Fox Creek）：6,926ヤード、パー72、18ホール

ザ・デン・アット・フォックス・クリークは「ゴルフダイジェスト」で4つ星半の評価を得ている、アーノルド・パーマーが設計し1997年にオープンしたゴルフコースである。ベントグラスのティー、グリーン、フェアウェーが特徴となっている。GPS付きのカート、ゴルフクラブのレンタル、プロショップやスナック・バーなどの設備が揃っている。ウォーターハザードは9つのホールにあり、バンカーは全部で131か所ある。ベントグラスの広い練習場、チップ・ショットやパターの練習ができるティーなど練習施設も充実している。
イリノイ州高校協会の男子ゴルフトーナメントや毎年夏に開催されるカントリー・ユース・クラシックなどの大会も行われる。
- ハイランド・パーク・ゴルフコース（Highland Park Golf Course）: 5,725ヤード、パー70、18ホール

ブルーミントン南部にあるハイランド・パーク・ゴルフコースは小川、3つの湖、うまく配置されたバンカー、両側に木が植えられたフェアウェー等がある難易度の高いコースである。プロショップ、カート、ゴルフクラブのレンタル、スナック・バーがあるほか、個人やグループでのレッスンも行っている。カントリー・ユース・クラシックが毎年夏に行われる。
- ザ・リンクス・アット・アイルランド・グローブ（The Links at Ireland Grove）: 1,590ヤード、パー29、9ホール

ザ・リンクス・アット・アイルランド・グローブはブルーミントンで最も新しい公営ゴルフ施設で、最初のエグセクティブ・コース（ショートコース）である。9ホールのうちパー3は7ホール、パー4は2ホールある。練習場には4,000m2以上の広さのターゲットとなるグリーン、数個のバンカー、2つのフェアウェイがあり、ボールを打てる場所は天然芝で約8,100m2の広さがある。ショートゲームの練習ができる16,000m2の区域もある。プロショップではゴルフに関するあらゆるものを販売している。このコースではカントリー・ユース・クラシックの一つであるカントリー・スキルズ・チャレンジが行われる。
- プレーリー・ビスタ・ゴルフコース（Prairie Vista Golf Course）: 6,745ヤード.パー72、18ホール

プレーリー・ビスタ・ゴルフコースには16か所のウォーターハザード、2段グリーンや2段フェアウェイ、多くのバンカーがあり、カート、ゴルフクラブのレンタル、スナック・バー、宴会場、練習場などの設備もある。カントリー・ユース・クラシックやイリノイ州高校協会の男子ゴルフトーナメント決勝などの大会が行われる。1997年には全米大学体育協会ディビジョンI東部の女子ゴルフの大会が開催された。

### 芸術・劇場

#### 施設
- ブルーミントン・センター・フォア・ザ・パフォーミング・アーツ（Bloomington Center for the Performing Arts）は市の新たな文化的地区の目玉で、近隣にはマクリーン郡アーツセンターもある。フェスティバルパークが併設されており、芸術教育のためのクリエイティビティ・センターも新たに造られる。この新しいセンターには観客席が1200席あり、最先端の照明、音響設備が備えられている。最近ではアメリカ国内で評価の高いアーティストが公演を行っており、20以上のパフォーミングアーツのグループが拠点を置いている。センターでは年間400以上のパフォーマンスや地域のイベントが開催される[19]。
- イリノイ交響楽団は年間に傑作・名作のコンサートを5回、ポップ・ミュージックのコンサートを2回、小編成の室内オーケストラのコンサートを3回、ブルーミントン・センター・フォア・ザ・パフォーミング・アーツで行っている[20]。
- マクリーン郡アーツ・センターは中西部では最も古い芸術施設の一つで、130年以上の歴史がある。年間12種類の展示のほか、展示会と即売会を兼ねたHoliday Treasurers、イリノイ州中部で最も優れたアマチュア芸術家の作品が披露されるという70年以上の歴史があるアマチュア芸術家のコンテスト・展示も行われる。この施設はシュガークリーク芸術祭・イン・アップタウン・ノーマルやスプリング・ブルーム芸術祭・イン・ブルーミントンといった地域の多くのイベントのスポンサーにもなっている[21]。
- コミュニティ・プレイヤーズ劇場はトワンダ・アベニューからロビンフッド・レーンに入った場所にある市民劇場である。オープンしたのは1923年で、ボランティアによって運営されている市民劇場としては最古の部類にある[22]。
- キャッスル劇場は1916年にオープンした1000席の座席数を持つ劇場で、伝説的な劇場建設グループのバラバン＆カッツによって建てられた。数十年にわたって、劇場はこの地域を訪れる人の目的地の一つとなっていた。劇場は最近150万ドルをかけて修復され、かつての栄華を取り戻した。現在劇場では音楽のライブ、企業、公共団体、個人によるイベントが行われている[23]。
- イリノイ・ウェズリアン大学演劇学部はマクファーソン劇場にタレントを抱えている。年間4回のメイン公演を行っており、演目はすべてシェークスピアの戯曲から選ばれる。マクファーソン・ホールはイリノイ・ウェズリアン大学の第10代主席ヘンリー・W・マクファーソンに因んで名づけられたホールで、1963年に完成した。ホールには300席の座席があり、大道具・小道具の製作するシーンショップ、教室のほか様々な設備が併設されている[24]。
- ミラーパーク・アウトドア・サマー・シアターはブルーミントン市をスポンサーに持つアマチュア劇団で、年間2回大きな公演を行っている[25]。
- USAバレエは1990年に創設された国際的に活動するバレエ団である。子供向けのワークショップや訪問プログラムのほか、イリノイ・ウェズリアン大学のマクファーソン劇場で年3回公演を行っている[26]。

#### イベント
- アメリカン・パッション・プレイは90年以上の歴史を誇る、アメリカで最も古いパッション・プレイ（キリスト受難の劇）を演じる団体である。ブルーミントン・センター・フォア・ザ・パフォーミング・アーツで毎年春に公演を行っており、紀元前30年のパレスチナを再現してイエス・キリストの人生を忠実に表現している[27]。
- イリノイ・シェークスピア・フェスティバルは歴史のあるユーイング邸内で毎年夏に開催される、エリザベス朝スタイルの野外演劇祭である。劇が始まる前にはマドリガーレの歌手、道化師などのエンターテイナーによるグリーン・ショーというパフォーマンスも行われる[28]。
- リンカーンズ・ブルーミントン・フェスティバル（Lincoln's Bloomington Festival）は毎年６月にダウンタウンで開催される、南北戦争を再現したフェスティバルである。伝統工芸のデモンストレーション、ミュージカル、トーク＆ツアーなども行われる[29]。
- スプリング・ブルーム・アーツ・フェスティバルはマクリーン郡アーツ・センターで毎年３月に開催される。屋内で開かれるファインアートのフェスティバルで、100人以上のアーティストが木工、グラスアート、彫刻、絵画、版画、写真、ジュエリーなど様々な方法で表現するのが特徴である[30]。

### 名所旧跡
- ユーイング・マナー（Ewing Manor）はトワンダ・アベニューとエマーソン・ストリートの交差点の北西、サンセットヒルの林の中に巍然として立つ、ヘーゼル・バック・ユーイングが住んでいた屋敷である。ブルーミントンの建築家フィル・フーテンがノルマン様式で設計し、1929年に完成した。屋敷を取り囲む庭はスプリングフィールドのリンカーン記念館庭園などを設計した造園家、イェンス・イェンセンによって設計された。屋外にある劇場では毎年夏にイリノイ・シェークスピア・フェスティバルが開催される[31]。
- マクリーン郡歴史博物館では、マクリーン郡歴史協会が設立された1892年からの市の歴史を辿ることができる。敷地内には旧マクリーン郡裁判所がある。博物館の特徴は常設の展示と期間ごとに入れ替わる展示があることであり、イリノイ州中部の歴史を探究できる。博物館では教育プログラム、図書館事業、公文所の管理などを行っており、地域のイベントのスポンサーにもなっている。博物館はブルーミントン・ノーマル地域内のエイブラハム・リンカーンに関連する史跡の音声ガイドも提供している。建物はアメリカ合衆国国家歴史登録財に指定されている。2010年12月、博物館内にルート66ウェイサイド・イグジビット（Route 66 Wayside Exhibit ）が設置された。この展示は国道66号線の重要性と地域に与えた影響を伝えている[32]。

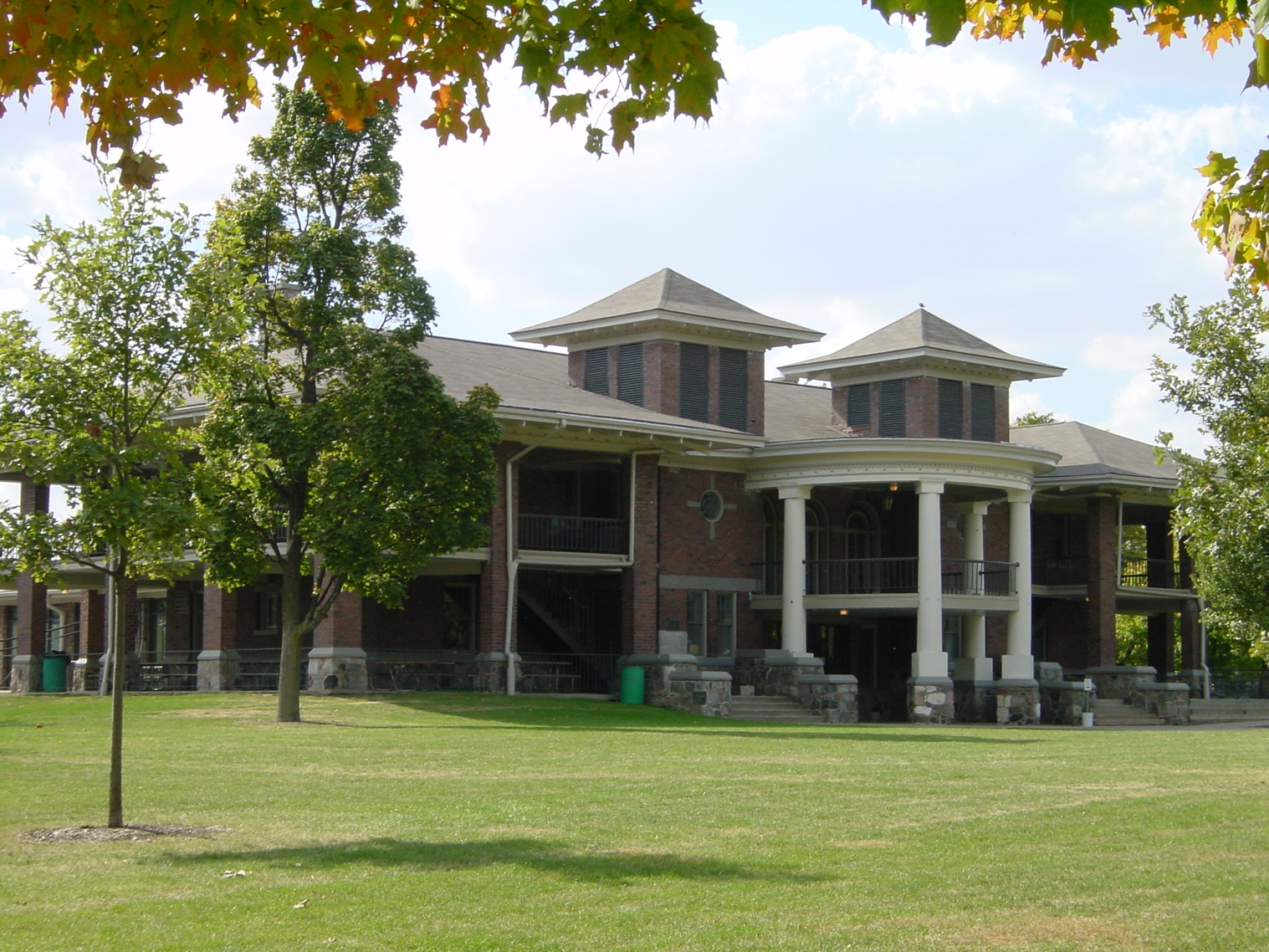
ミラーパーク・パビリオン

- ミラーパーク・パビリオン＆戦争祈念碑は1977年に修復され、1988年5月に公開された。黒い花崗岩で作られた祈念碑の周りを赤い歩道が取り囲み、朝鮮戦争とベトナム戦争で戦死、または行方不明になったイリノイ州中部の人々の名が刻まれている[31]。
- エバーグリーン記念墓地はエバーグリーン共同墓地という名でも知られており、ブルーミントン・ノーマル地域の多くの著名な住人が埋葬されている。グロバー・クリーブランド大統領の副大統領を務めたアドレー・E・スティーブンソンや、彼の孫でイリノイ州知事、アメリカ合衆国国際連合大使を務め民主党から大統領選挙に2度出馬したアドレー・スティーブンソン等の政治家を多く輩出したスティーブンソン家の人物のほか、シーズン60勝のMLB記録を持つチャールズ・ラドボーン、オズの魔法使いの主人公ドロシーのモチーフとなったドロシー・ゲージ等の著名人が埋葬されている[31]。
- デイビッド・デイビス邸（David Davis Mansion）ではエイブラハム・リンカーンの友人で支援者であったデイビット・デイビスの人生を垣間見ることができる。デイビスは最高裁判所判事を務め、1860年の大統領選挙でリンカーンを当選させようと努力した重要な人物である。邸宅は1872年に建設され、イタリアネート様式と第二帝政期建築を組み合わせた造りが特徴で、ビクトリア朝中期の様式をモデルにしている。彼の邸宅、また石炭ストーブ、ガス灯、配管などの近代的設備ははデイビス家の人々が3世代にわたって維持してきた。10人以上の団体で訪れる場合は事前に予約する必要がある。デイビス邸はアメリカ合衆国国家歴史登録財にも登録されている[31]。
- ブルーマン邸（Vrooman Mansion）は1869年に建てられたアメリカ合衆国国家歴史登録財に登録されている建物である。結婚式、リハーサルディナー、ブライダルシャワー、歓迎会、同窓会などの特別なイベント会場としても利用できる。また料理教室、ファッションショー、年1回のホリデイ・オープンハウスなども開催される。事前予約をすればグループランチも楽しめる[31]。
- 旧モンテフィオーレ・シナゴーグはイリノイ州では数少ないムーリッシュ・リバイバル様式の建物で、アメリカで最も古いシナゴーグの一つである。

## 観光・ツアー
- デイビッド・デイビス邸では個人または団体向けに36の部屋を巡るツアーを行っている。ガイドはフロンティアが西へ移動していった1850年代から1880年代にかけての富裕層の社会や文化を説明し、デイビス家にまつわる物語を語る。使用人・召し使いの人生、産業化社会黎明期の技術、家族の歴史（子どもにも焦点を当てる）、ビクトリア様式の建築などが具体的なテーマとなっている。この建物は近代的な住宅や現代人が当然に享受している設備の先駆けであり、リンカーンが大統領だった時代、イリノイ州がアメリカの歴史の中で演じた役割を思い起こさせる[33]。
- ブルーミントン・ノーマル地域観光局はツイン・シティー・ツアーズというツアーを毎月行っている。このツアーはマクリーン郡歴史博物館からスタートする[34]。

## 小売業
- イーストランド・モールはブルーミントンの主要なショッピングセンターである。食料品などの店のほか娯楽施設もあり、エアロポステール、アップルビーズ、ホリスター、オールド・ネイビー、タルボット、ヴィクトリアズ・シークレットなど様々な家族向けの店が入っている[35]。
- ダウンタウン・ブルーミントンは博物館、銀行、住居、専門店街などがあり，行政や司法の中心にもなっている。レストランも豊富にあり、鮮やかな夜景も見られる。ツール・ド・ショコラ、ファーマーズ・マーケット、ツール・ド・メトロ、パブ・クロール、ワンス・アポン・ア・ホリデイなど様々なイベントも行われる。ダウンタウンにはブルーミントン市、マクリーン郡などの行政機関のオフィス、主要な雇用主であるステートファーム保険、専門店、バー、レストラン、ギャラリーなどもある[36]。
- ブルーミントンはビール・ナッツを製造している唯一の都市である。市内にはビール・ナッツを販売する企業が2社あり、2社ともブルーミントンの工場とビール・ナッツの歴史についてのビデオツアーを行っている[37]。

## スポーツ

### スポーツ施設
- コミュニティ・サッカー・フィールドには様々なサイズの20面のサッカー場がある[38]。
- エクストラ・イニングス・ブルーミントン/ノーマルは野球とソフトボールの室内練習施設で、あらゆる年齢層、実力の人々のニーズを満たしている。最先端の設備が揃えられ、広さは1,100m2以上、天井の高さは5.5ｍあり、ピッチング、バッティングなど様々な用途に使える6つのトンネル、トレーニングルーム、豊富な品揃えの用具売場がある[39]。
- ゲーム・タイム・ジム2はサッカー、バスケットボール、フラッグフットボールなど様々なスポーツの練習ができる多目的屋内施設である[40]。

### チーム
| チーム                     | スポーツ             | リーグ                                                         | 本拠地                   | 結成年 | 優勝 |
| -------------------------- | -------------------- | -------------------------------------------------------------- | ------------------------ | ------ | ---- |
| ブルーミントン・エッジ     | インドアフットボール | チャンピオンズ・プロフェッショナル・インドアフットボールリーグ | U.S.セルラー・コロシアム | 2006   | なし |
| ブルーミントン・サンダー   | アイスホッケー       | サウザン・プロフェッショナル・ホッケーリーグ                   | U.S.セルラー・コロシアム | 2013   | なし |
| ノーマル・コーンベルターズ | 野球                 | フロンティアリーグ                                             | ザ・コーン・クリブ       | 2010   | なし |
| ブルーミントン・フレックス | バスケットボール     | プレミア・バスケットボールリーグ                               | U.S.セルラー・コロシアム | 2012   | 2回  |

## 教育
ブルーミントンには2つの学区がある。市の中心部は第87学区に属している。学区では、高校はブルーミントン高校、中学校はブルーミントン中学校のそれぞれ1校ずつ、小学校はオークランド、ワシントン、ベント、アービング、シェリダン、スティーブンソンの6校を、幼稚園はサラ・レイモンド幼稚園を運営している。
第87学区に属していない地域はマクリーン郡第5統合学区に含まれる。マクリーン郡第5統合学区はもともとノーマル市などの郊外の地域をカバーしていたが、現在ではブルーミントンの生徒が多数を占めている。この学区では、高校はノーマル・コミュニティ高校、ノーマル・コミュニティ西高校の2校、中学校は4校、小学校は17校を運営している。2010年に学区内では4番目の中学校となるジョージ・エバンス中学校（EJHS）の建設に着手した。中学校は2011年に完成した。市はさらに2つの小学校を建設しており、新たな高校も必要とされている。
市内にはセントラル・カトリック高校、ホリー・トリニティ小中学校、エピファニー小中学校、セントメアリーズ・カトリック・スクール、トリニティ・ルーテル・スクール、コーナーストーン・クリスチャン・アカデミーなどの私立学校もある。イリノイ大学の付属高校で、実験高校のユニバーシティ高校もある。イリノイ・ウェズリアン大学は1850年に設立された私立大学で、生徒・教職員数は全2,100人、生徒12人に対して教職員1人の比率である。大学はもともと合同メソジスト教会の傘下にあった。大学は17の教養学部、美術・音楽などの芸術学部、そして看護学部から構成されている。大学は全米大学体育協会のディビジョンIIIに区分されており、1970年以降100人以上の選手がアカデミック・オールアメリカンに選出されている。隣のノーマル市には以下の大学がある。
- イリノイ州立大学
- ハートランド・コミュニティカレッジ

## 著名な出身者・居住者

### 作家・学者
- フレデリック・ガウディ - タイプデザイナー
- ジョン・ウェズリー・パウエル - 地質学者、探検家
- エルバート・ハバード（英語版） - 思想家、教育者
- ウィルスン・タッカー - SF作家、ミステリ作家。
- マーク・ミラー - ゲームクリエイター、作家。

### 芸術・芸能
- ドーン・アップショウ - ソプラノ歌手。
- フレデリック・レミントン - 画家。

### 政治家
- デイヴィッド・デイヴィス（英語版） - 合衆国最高裁判所判事。
- ジョージ・リンカーン・ロックウェル - アメリカ・ナチ党の創設者。
- リック・スコット（英語版） - 第45代フロリダ州知事。
- アドレー・E・スティーブンソン - アメリカ合衆国第23代副大統領。
- アドレー・スティーブンソン2世 - 第31代イリノイ州知事、アメリカ合衆国国際連合大使。

### スポーツ
- チャールズ・ラドボーン - 野球選手（投手）。
- ブランドン・ヒューズ - アメリカンフットボール選手。

## 姉妹都市
- イリノイ州ノーマル[42]
- 旭川市, 日本[43]
- カイバリエン, キューバ[43]
- カンタベリー, イギリス[43]
- ウラジーミル, ロシア[43]

## メディア

### FMラジオ

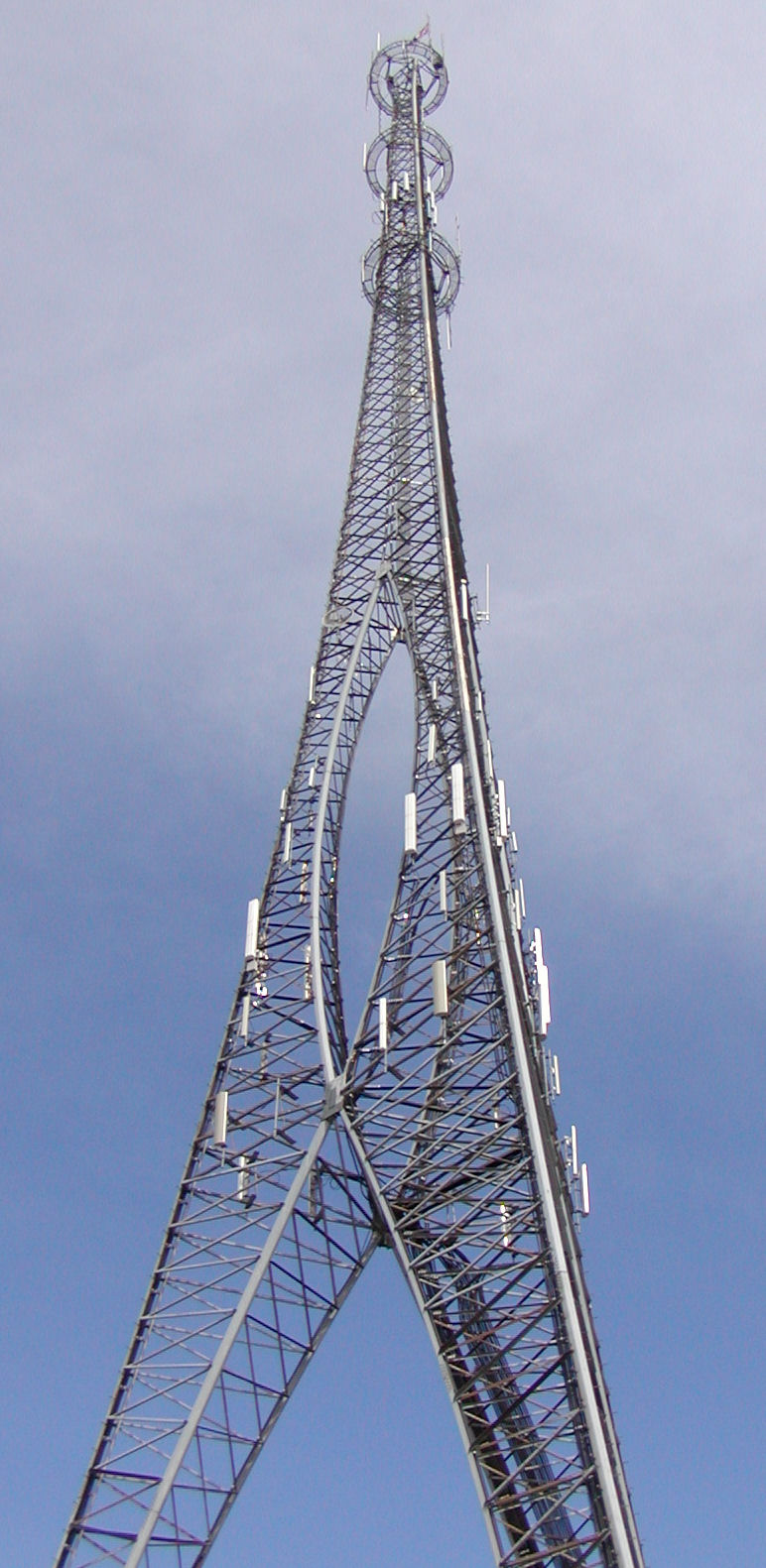
ダウンタウン・ブルーミントンにあるTeleCourier Tower

- 88.1 WESN イリノイウェズリアン大学ラジオ
- 89.1 WGLT ブルース&ジャズ (NPR)
- 90.9 WILL クラシック
- 91.5 WCIC コンテンポラリー・クリスチャン・ミュージック
- 92.3 Power ラップ/ヒップホップ
- 92.9 WRPW トーク
- 93.3 WPBG "93.3 The Drive" クラシック・ヒッツ
- 93.7 WJBC トーク
- 95.5 WGLO クラシック・ロック
- 96.7 WIHN ハードロック
- 97.9 WBBE アダルト・ヒッツ
- 98.9 W255AI コンテンポラリー・クリスチャン・ミュージック
- 99.5 WZIM スポーツトーク
- 100.1 W261BK 宗教音楽
- 100.7 WWHX コンテンポラリー・ヒット・ラジオ
- 101.5 WBNQ コンテンポラリー・ヒット・ラジオ
- 103.3 WZND-LP イリノイ州立大学の生徒によるラジオ
- 104.1 WBWN カントリー・ミュージック
- 105.7 WIXO ハードロック
- 107.7 WIBL カントリー・ミュージック

### AMラジオ
- 1230 WJBC ニュース/トーク

### 新聞
- ザ・パンタグラフは地域のローカル紙である。